# Graham (Teksas)
Graham – miasto w Stanach Zjednoczonych, w stanie Teksas, siedziba hrabstwa Young. Według szacunków z 2024 roku, jego populacja wynosi 8859 mieszkańców, co czyni je największym skupiskiem ludności w promieniu ok. 60 kilometrów. Najbliższym miastem, które przewyższa Graham pod względem liczby mieszkańców, jest Mineral Wells (15,7 tys. mieszkańców).
Pierwsi osadnicy pojawili się na tym terenie w latach pięćdziesiątych XIX wieku, miasto powstało zaś w roku 1872 i przyjęło nazwę na cześć jego założycieli, braci Graham.
W Graham działalność produkcyjna obejmuje wytwarzanie sprzętu i technologii przeznaczonych dla przemysłu naftowego i gazowego. Ponadto, w mieście rozwinięta jest ogólna produkcja przemysłowa, w tym obróbka metali, a także wytwarzanie artykułów rekreacyjnych, produkcja niestandardowych mebli i szafek, betonu oraz kontenerów.